# Cyperus whitmeei
Cyperus whitmeei är en halvgräsart som först beskrevs av Charles Baron Clarke, och fick sitt nu gällande namn av Georg Kükenthal. Cyperus whitmeei ingår i släktet papyrusar, och familjen halvgräs.
Artens utbredningsområde är Samoa. Inga underarter finns listade i Catalogue of Life.